# Haematopota lobatoi
Haematopota lobatoi är en tvåvingeart som beskrevs av Travassos Dias 1962. Haematopota lobatoi ingår i släktet Haematopota och familjen bromsar.
Artens utbredningsområde är Moçambique. Inga underarter finns listade i Catalogue of Life.